# Olivier Barras Memorial
De Olivier Barras Memorial is een internationaal toernooi voor golfprofessionals en amateurs, voor dames en heren. De eerste editie vond plaats in 1964.
De Barras Memorial vindt altijd plaats in de maand juni op de golf in Crans-sur-Sierre, de baan waar ook jaarlijks het Zwitsers Open wordt gespeeld. Het toernooi is ingesteld ter nagedachtenis aan Olivier Barras. De eerste editie was in 1965, precies een jaar na zijn overlijden. De wedstrijd duurt drie dagen (54 holes).
De Barras Memorial hoorde van 2003-2008 bij de Alps Tour, maar staat sinds 2009 daar niet meer op de agenda. In die jaren was dit hoogst gedoteerde toernooi van de Alps Tour. Sinds 2009 worden meer amateurs tot het toernooi toegelaten en bestaat het spelersveld uit ongeveer 50% professionals en 50% amateurs;
Het toernooi wordt sinds enkele jaren georganiseerd door Christian Barras, zoon van Gaston Barras. Sinds 2010 telt het toernooi mee voor de World Amateur Golf Ranking. De beste amateur krijgt 18 WAGR punten.
Sinds 2013 krijgen zowel de beste amateur als de beste pro een wildcard voor de European Masters (voorheen Zwitsers Open).daarmee verviel het kwalificatietoernooi voor amateurs, dat op de zondag voor de European Masters werd gespeeld. In 2014 vond de 50ste editie van de Memorial plaats.

## Winnaars vanaf 2013
| Jaar | Professional        | Score | Amateur          | Amateur  | Score |
| ---- | ------------------- | ----- | ---------------- | -------- | ----- |
| 2013 | Andrea Maestroni po | 208   | Nicolas Thommen  | WAGR 238 | 210   |
| 2014 | Manuel Quiros       | 211   | Filippo Campigli | WAGR 331 | 221   |

Play-off
- 2013: Maestroni won van Martin Rominger[1]

## Winnaars 1990 - 2012
- 1990:  Giuseppe Cali
- 1991:  Stephen Dodd
- 1992:  Jeff Hall
- 1993:  Francis Valera (AM)
- 1994:  Michael Campbell
- 1995:  Simon D Hurley
- 1996:  Juan Quiros
- 1997:  Raphaël Jacquelin
- 1998:  Marcus Knight
- 1999:  Marcus Knight
- 2000:  Adriano Mori
- 2001:  Stefano Reale
- 2002:  Alessandro Napoleoni
- 2003:  Felipe Aguilar
- 2004:  Adrien Mörk
- 2005:  Bertrand Coathalem
- 2006:  Domingo Agus
- 2007:  Alessandro Napoleoni
- 2008:  Alan Bihan po
- 2009:  Francisco Valera
- 2010:  Adrien Mörk
- 2011:  Damian Ulrich po
- 2012:  Maximilian Walz

2008: Alan Bihan wint na play-off tegen de in Crans wonende Spanjaard Francisco Valera, die het toernooi in 1993 als amateur won. Hij is hiermee in de Top-10 van de Alps Tour gekomen en mag in 2009 zijn geluk op de Europese Tour proberen.
2011: Damian Ulrich won de play-off van amateur Nicolas Thommen. Beiden hadden een score van -4.
Fredrik Svanberg uit Davos was beste amateur in 1999, 2002, 2003 en 2004.